# ذا ماماس
ذا ماماس (بالإنجليزية: The Mamas)‏ هي فرقة سول وغوسبل سويدية تأسست في 2019.

## وصلات خارجية
- ذا ماماس على موقع IMDb (الإنجليزية)
- ذا ماماس على موقع ميوزك برينز (الإنجليزية)
- ذا ماماس على موقع أول ميوزيك (الإنجليزية)
- ذا ماماس على موقع ديسكوغز (الإنجليزية)